# Museum voor Schone Kunsten (Doornik)

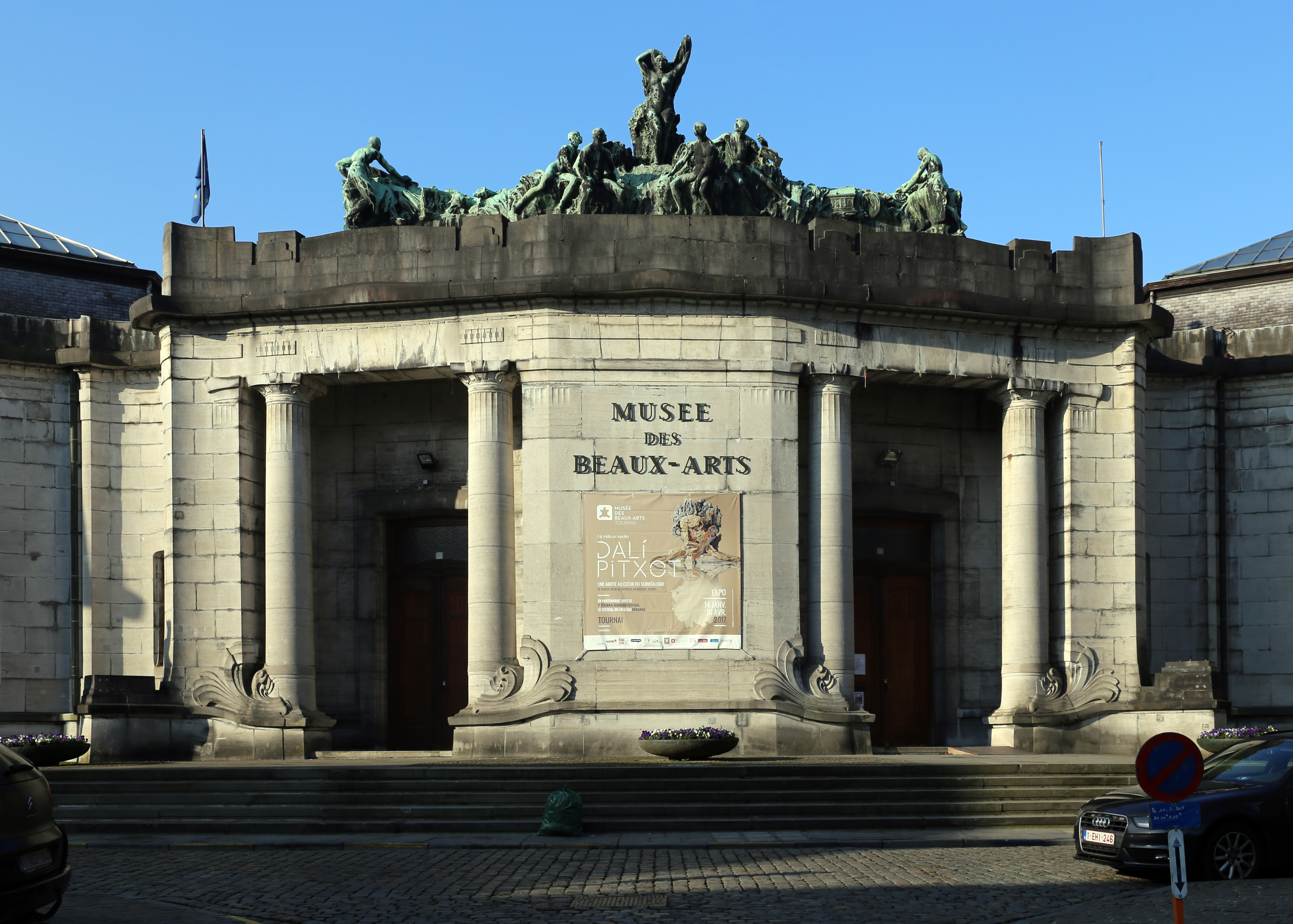
Museum voor Schone Kunsten (ontwerp Victor Horta)

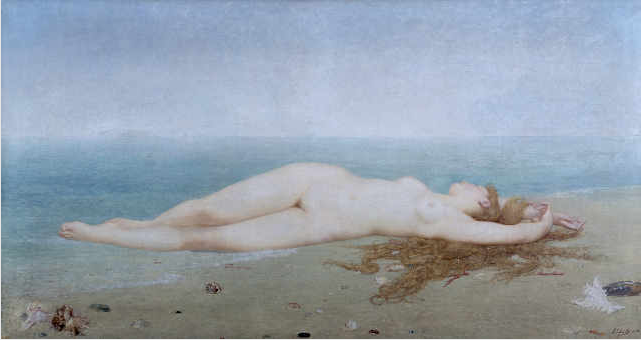
Périmèle, nymphe de Capri, het schilderij waaraan Doornik zijn Museum voor Schone Kunsten dankt.

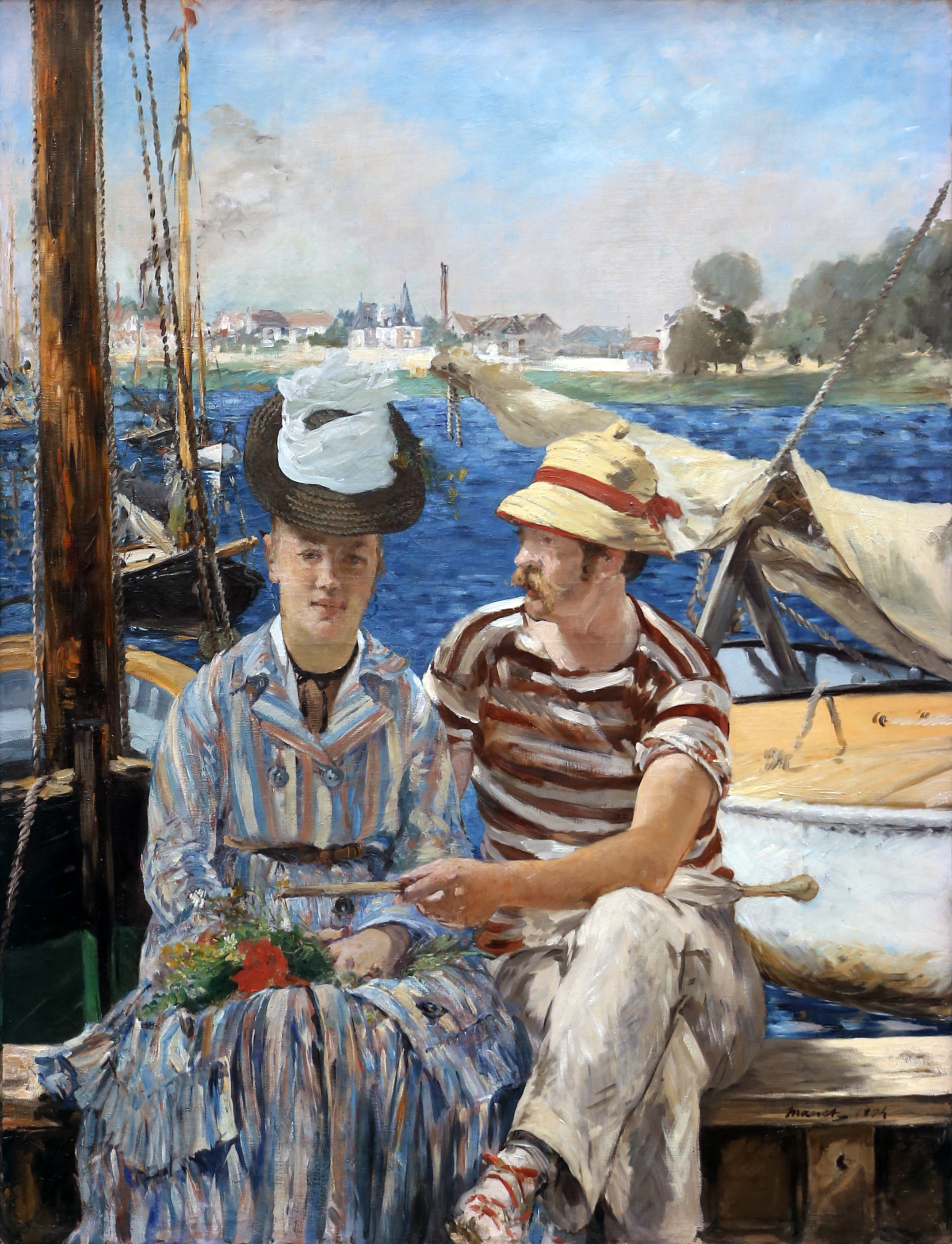
Argenteuil van Édouard Manet

Het Museum voor Schone Kunsten (Frans: Musée des beaux-arts de Tournai) is een kunstmuseum in de Belgische stad Doornik. Het is ondergebracht in een gebouw van de architect Victor Horta en biedt een overzicht van de geschiedenis van de schilderkunst van de 15e eeuw tot heden. Er is ook grafiek en sculptuur te zien.

## Geschiedenis
Een legaat van Henri Van Cutsem uit 1904 lag aan de basis van het museum. Zijn oorspronkelijk intentie om de collectie aan de Belgische Staat te legateren, werd gefnuikt door (onder meer) de aanwezigheid van een vrouwelijk naakt. Daarop doneerde hij zijn verzameling aan de stad Doornik, dat inging op zijn voorwaarde om er een museum voor te laten bouwen door de opkomende architect Victor Horta.
Door de Eerste Wereldoorlog en andere omstandigheden werd het project vertraagd. Van art nouveau evolueerde Horta's ontwerp naar art deco met modernistische elementen. Naast vrijmetselaarssymboliek voorzag hij een egyptiserend portaal en een Chinese etageballustrade. Hij tekende een panopticon met het grondplan van een schildpad, zodat de suppoost vanuit het centrale atrium zicht had op de kapelzalen rondom. 
Het museum opende op 17 juni 1928. Later is de collectie aangevuld met aankopen, schenkingen, bewaargevingen en nalatenschappen. 
In 2016 werd beslist het museum te vergroten door een nieuwe tentoonstellingsruimte aan te bouwen, ontworpen door Xaveer De Geyter en Barbara Van der Wee. Het gebouw van Horta zal bij de heropening in 2024 een ontmoetingsplek worden.

## Collectie
De collectie bestaat uit vijfduizend stukken, die niet allemaal worden getoond.
Onder de belangrijkste werken bevindt zich vroege Nederlandse schilderkunst van Robert Campin en Rogier van der Weyden. Daarnaast is er ook werk van de humanist en Italiëreiziger Jan Gossaert te zien, alsook doeken van 17e- en 18e-eeuwse meesters, zoals Snyders, Rubens, Jordaens, Watteau en Piat Sauvage. 
Het impressionisme is vertegenwoordigd door Manet, Monet, Seurat, Van Gogh, Ensor en Théodore Verstraete. De Manets, Bij Père Lathuille en Argenteuil, zijn de enige twee in Belgische openbare collecties.
Aan de schilders afkomstig uit Doornik wordt een speciale plaats toebedacht: Gallait (onder andere Laatste eerbewijzen aan Egmont en Horne), Pion, Dumoulin, Leroy, Grard. Rogier van der Weyden is behalve met een originele Madonna met Kind ook vertegenwoordigd door fotoreproducties op ware grootte van zijn verzamelde werk.